# Alicia más allá del abismo
Alicia más allá del abismo es una película documental de 2014 dirigida por Abril Schmucler y que trata sobre el 
Multiforo Cultural Alicia.

## Argumento o Sinopsis
El documental además de revisar la música y las corrientes musicales que se han presentado en el foro, revisa la autoorganización autogestiva detrás del grupo que lo administra. Se trata además su historia, desarrollo y papel en la cultura de México.

## Producción
El documental fue grabado durante distintos momentos en tres años y medio antes de su estreno en 2014. La directora pasó un año completo en el multiforo durante su realización. Fue grabado en vídeo y estrenado en el Festival In-Edit en Cuernavaca el 7 de octubre de 2015. En este certamen ganó un premio a Mejor Documental de Música. La producción corrió a cargo de Gatoymancha Audiovisual y el IMCINE. Tiene música de Las Leopardas, Follaje, Bocafloja, Panteón Rococó, Sonido Gallo Negro y Los Victorios.

## Reparto
- Ignacio Pineda
- Rafael Catana